# 조하얀
조하얀(1978년 5월 24일 ~)은 대한민국의 모델이다.

## 경력
2001년 디시엠 모델
- 잡지 보그
- 마담휘가로
- 코스모폴리탄
- GQ, 메종 모델
- 서울국제패션컬렉션
- 서울 컬렉션 모델

## 기타
- 2020년 CF모닝 어반 : 틈나면 여행가편
- 2004년 CFMNP - 굿타임 찬스퀴즈 레스토랑
- 2003년 CF네이트닷컴 - DOG 편
- 2003년 CF네이트닷컴 - 남자 편
- 2003년 CF네이트닷컴 - 여자 편
- 2002년 CF모토로라 - 류진 편

## 뮤직 비디오
- 뮤직비디오주석 - 싫거나 혹은 좋거나
- 뮤직비디오제이워크 - Suddenly

## 학력
- 동아여자고등학교 (졸업)
- 한양대학교 무용학과 (졸업)